# کازیمیر چهارم یاگیلون
کازیمیر چهارم (لهستانی: Kazimierz IV Jagiellończyk؛ لیتوانیایی: Kazimieras IV Jogailaitis؛ ۳۰ نوامبر ۱۴۲۷– ۷ ژوئن ۱۴۹۲) از خاندان یاگیلون، دوک بزرگ لیتوانی از سال ۱۴۴۰ و شاه لهستان از ۱۴۴۷ میلادی تا زمان مرگش بود.
کازیمیر دومین پسر شاه ولادیسلاو دوم (یوگایلا) و برادر کوچکتر شاه اولاسلوی یکم بود.

## شاه لهستان

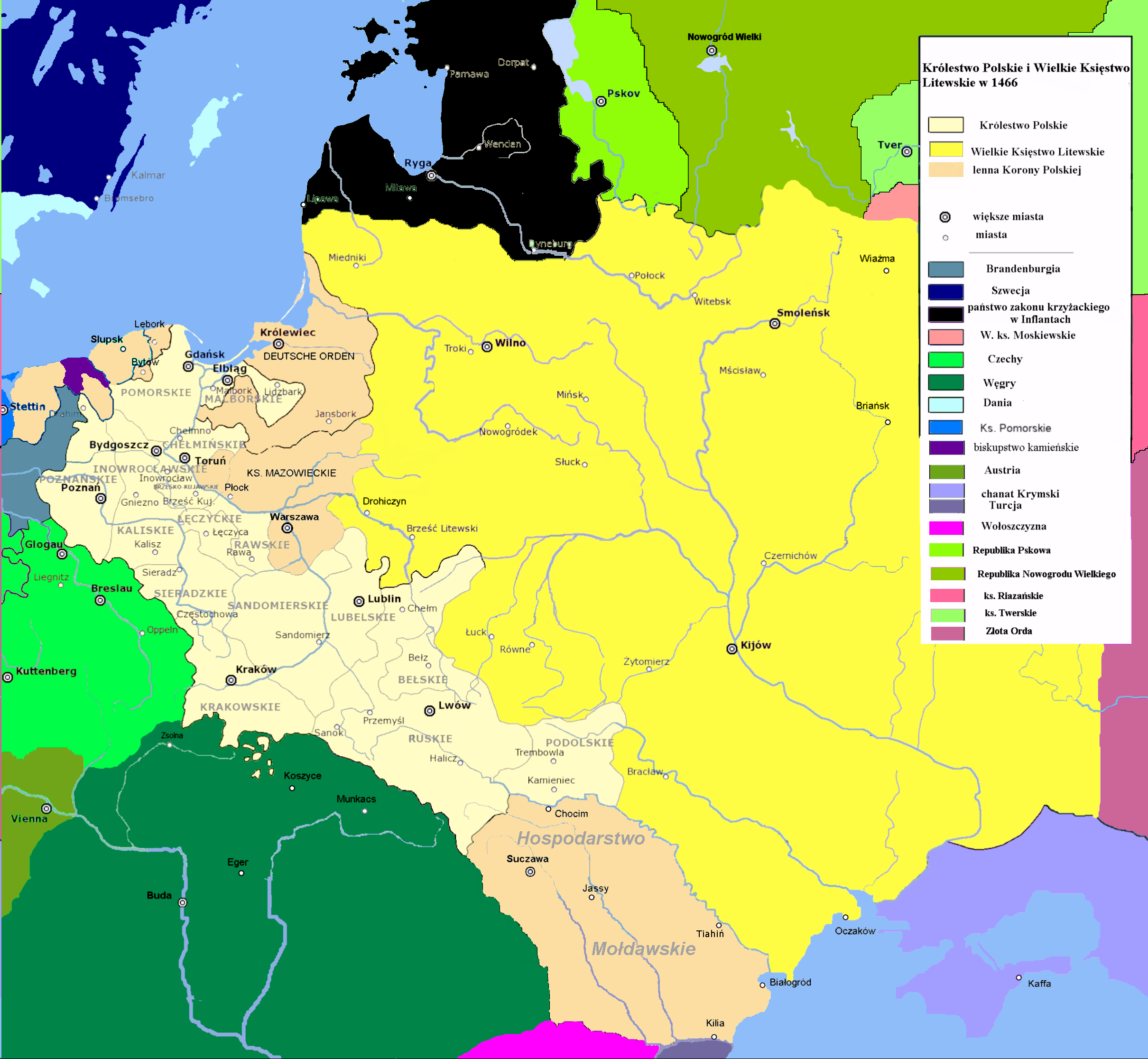
قلمرو لهستان و لیتوانی در ۱۴۶۶ میلادی تحت فرمانروایی کازیمیر چهارم

کازیمیر در ۲۵ ژوئن ۱۴۴۷ میلادی پس از یک دوره فترت سه ساله با مرگ شاه اولاسلوی یکم، که در نبرد وارنا در ۱۴۴۴ کشته شده بود، به قدرت رسید.
کازیمیر در سال ۱۴۵۴ میلادی به شوالیه‌های تتونیک، که اینک در پروس دوباره علم طغیان برافراشته بودند، حمله کرد؛ او قصد داشت پروس به تحت‌الحمایگی پادشاهی لهستان درآورد. این رویداد منجر به آغاز جنگ سیزده‌ساله (۱۴۵۴-۱۴۶۶) شد. نیروهای لهستان موفق به تصرف مارن‌بورگ، پایتخت شوالیه‌های تتونیک، شده و با پایان جنگ، این ناحیه را به قلمرو خود افزودند. پروس بعد از این واقعه، در ۱۵۲۵ میلادی تبدیل به دوک‌نشین پروس گردید.